# Née dans la nature
 (avril 2020).
Albums de Helena Noguerra
Azul
(2001) Fraise Vanille
(2007)
Née dans la nature est le troisième album de la chanteuse de pop belge Helena Noguerra, sorti en mars 2004 sur le label EmArcy.
Écrit et composé avec son compagnon de l'époque, Philippe Katerine, l'album comporte douze titres, dont une reprise de Can't Get You Out of My Head de Kylie Minogue, et une mise en musique d'un passage de son roman L'Ennemi est à l'intérieur (2002) en titre bonus intitulé C'est parapluie.

## Liste des titres
Toutes les chansons sont écrites et composées par Helena Noguerra et Philippe Katerine.
| 1.    | Née dans la nature                                      | 2:36 |
| 2.    | L'Âge de ma mère                                        | 2:27 |
| 3.    | Je t'aime salaud                                        | 3:46 |
| 4.    | Mary Poppins                                            | 2:44 |
| 5.    | Can't Get You Out of My Head (reprise de Kylie Minogue) | 4:40 |
| 6.    | Le Jardin près de la falaise                            | 3:15 |
| 7.    | Aux quatre vents                                        | 4:06 |
| 8.    | Les Fantômes                                            | 4:00 |
| 9.    | Quand tu dors                                           | 4:31 |
| 10.   | Je nageais nue                                          | 4:27 |
| 11.   | Qui es-tu ?                                             | 6:35 |
| 12.   | C'est parapluie (titre bonus en duo avec Fifi Chachnil) |      |
| 43:08 |                                                         |      |

## Membres du groupe
- Helena Noguerra : chant
- Christophe Minck : basse, claviers, harpe, chœurs
- Christophe Lavergne : batterie
- Philippe Katerine, Philippe Eveno : guitare, chœurs
- Olivier Libaux : guitare